# Karin Pranghofer

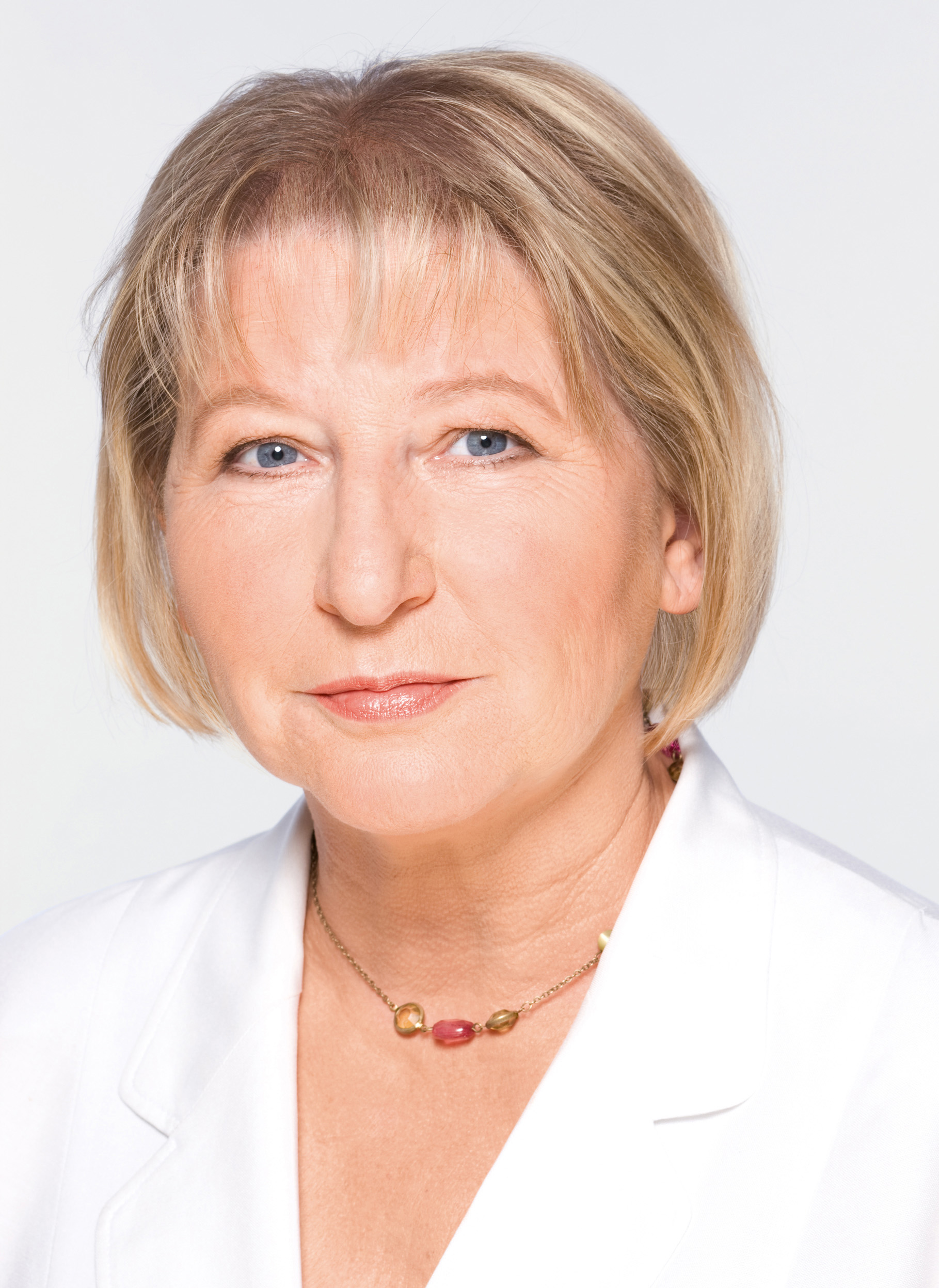
Karin Pranghofer

Karin Pranghofer (* 22. Oktober 1951 in Aschaffenburg) ist eine deutsche Politikerin (SPD) und war von 1998 bis 2013 Abgeordnete im Bayerischen Landtag. Sie kandidierte für den Stimmkreis Aschaffenburg-West.

## Leben
Karin Pranghofer machte nach dem Hauptschulabschluss ihre Fachhochschulreife über den Zweiten Bildungsweg. Sie absolvierte ein Studium an der Fachhochschule Darmstadt und beendete dieses mit dem Abschluss als Sozialpädagogin. Anschließend arbeitet sie als Erziehungshilfe in einem Jugendamt und später an einer Grundschule in Babenhausen (Hessen). Motiviert durch ein gewerkschaftlich aktives Elternhaus, wurde Karin Pranghofer schon früh Mitglied der Gewerkschaft und der SPD. Seit dem Jahr 1984 ist sie Stadträtin in Aschaffenburg und war von 1990 bis zu ihrer Wahl in den Landtag im Jahr 1998 Vorsitzende der SPD-Stadtratsfraktion. Sie engagiert sich bei den Naturfreunden, ist Vorsitzende eines Fördervereins in einem Seniorenheim, Mitglied des Vereins Café-Sozial, mit Beratungsstellen für Erwerbslose am bayerischen Untermain, Gründerin und Gesellschafterin der Strukturwandel- und Qualifizierungsgesellschaft in Aschaffenburg und Mitglied im Gefängnisbeirat.

## Politik
Karin Pranghofer trat im Jahr 1970 in die SPD ein und war von 2002 bis 2010 Unterbezirksvorsitzende der SPD Aschaffenburg. Seit 1984 ist sie Mitglied im Aschaffenburger Stadtrat und von 1990 bis zu ihrem Eintritt in die Landespolitik war sie dort Fraktionsvorsitzende. Im Jahr 1998 wurde sie in den Bayerischen Landtag gewählt und seitdem ist sie Mitglied im Ausschuss für Bildung, Jugend und Sport. Zur Landtagswahl in Bayern 2008 stand sie im Stimmkreis Aschaffenburg-West (Wahlkreis Unterfranken) für ihre Partei zur Wahl und wurde erneut wiedergewählt. Im Jahre 2013 schied sie aus dem Landtag aus. 
Ein Hauptaugenmerk ihrer politischen Arbeit liegt auf einem gerechten Schulsystem, für dessen Umsetzung sie sich einsetzt. An dem Projekt der Gemeinschaftsschule, das die bayerische SPD-Landtagsfraktion im Mai 2011 der Öffentlichkeit vorstellte, hat sie als Ausschussmitglied intensiv mitgewirkt.